# Ramiro Gremese
Ramiro Gremese (Faenza, 31 dicembre 1918 – 21 febbraio 2002) è stato un calciatore italiano, di ruolo portiere.

## Carriera
Nelle stagioni tra il 1939 e il 1943 ha difeso la porta dell'Udinese, partecipando a quattro campionati di Serie B, torneo nel quale ha esordito a Livorno il 17 settembre 1939, nella partita Livorno-Udinese (0-2). In questo periodo ha disputato 66 partite di campionato, tutte in Serie B, con la maglia bianconera dei friulani.
Nel dopoguerra ha disputato altre tre stagioni con l'Udinese, l'ultima delle quali in coppia con il cugino Bruno Gremese mediano.
Nella stagione 1949-1950 ha giocato in Serie C con la Luparense.